# Monaster Poczęcia św. Anny w Moskwie
Monaster Poczęcia św. Anny w Moskwie – prawosławny stauropigialny żeński klasztor w Moskwie, najstarszy monaster żeński w stolicy Rosji.

## Historia
Monaster Poczęcia św. Anny jest kontynuatorem tradycji monasteru św. Aleksego, założonego w 1360 przez metropolitę kijowskiego Aleksego. W 1547 siedziba tegoż klasztoru uległa zniszczeniu wskutek pożaru, przez co mniszki przeniosły się na nowe miejsce, bliżej Kremla. W starej siedzibie, po jej odnowieniu, pozostały nieliczne mniszki. W 1584, dzięki wsparciu cara Fiodora, monaster został ponownie utworzony, pod nowym wezwaniem (monaster św. Aleksego kontynuował działalność w innym miejscu). Na jego potrzeby wzniesiono cerkwie Poczęcia św. Anny z drugim ołtarzem św. Teodora Stratylatesa i św. Ireny oraz cerkiew refektarzową Narodzenia Matki Bożej. W czasie wojny polsko-rosyjskiej w 1612 klasztor został poważnie uszkodzony, jednak został szybko odnowiony i wznowił dotychczasową działalność. W 1696 Andriej Rimski-Korsakow wzniósł na jego terenie nadbramną cerkiew Obrazu Zbawiciela Nie Ludzką Ręką Uczynionego. Siedemdziesiąt lat później nad grobami założycielek monasteru powstała kolejna świątynia, której patronką została Ikona Matki Bożej „Krzew Gorejący”.
W latach 1804–1807 na miejscu najstarszych świątyń monasterskich wzniesiony został obszerny sobór Narodzenia Matki Bożej (z 5 ołtarzami bocznymi) według projektu M. Kazakowa. Wzniesiono również nową siedzibę przytułku dla mniszek w podeszłym wieku oraz pracowni rękodzieła, które monaster prowadził od wielu lat. Do przełomu XIX i XX w. kompleks budynków mieszkalnych i gospodarskich.
Monaster pozostawał czynny do 1927, gdy został zamknięty na polecenie władz radzieckich. Dwa lata wcześniej w jednej z klasztornych świątyń swoją ostatnią w życiu Świętą Liturgię odprawił patriarcha moskiewski i całej Rusi Tichon. W latach 30. XX wieku cerkiew Narodzenia Matki Bożej, cerkiew Ikony Matki Bożej „Krzew Gorejący” oraz monasterska dzwonnica zostały całkowicie zniszczone, a na ich miejscu wzniesiono budynek na potrzeby szkoły. W latach 60. XX wieku przeprowadzona została konserwacja ocalałej cerkwi nadbramnej. Część wyposażenia zlikwidowanych monasterskich świątyń trafiła do cerkwi św. Eliasza w Moskwie-Chamownikach. Przy niej też zamieszkały ostatnie mniszki i posłusznice monasteru.
W 1991 przy cerkwi powstała żeńska wspólnota Ikony Matki Bożej „Miłościwa”, z jej inicjatywy od 1993 w świątyni odbywały się regularne nabożeństwa, zgromadzone w stowarzyszeniu kobiety starały się o oficjalną reaktywację monasteru. W 1995 Święty Synod Rosyjskiego Kościoła Prawosławnego wydał w tej sprawie pozytywną decyzję, nadając równocześnie klasztorowi status stauropigii. W 2002 szkoła opuściła wzniesiony w latach 30. budynek na terenie kompleksu monasterskiego. Obiekt ten został rozebrany, co umożliwiło przeprowadzenie na jego terenie badań archeologicznych. W ich toku odnaleziono fundamenty i szczątki czterech cerkwi istniejących wcześniej na tym miejscu, jak również zabytki sztuki cerkiewnej, ceramiki, monety i płyty nagrobne razem ze śladami pochówków. Po zakończeniu prac wykopaliskowych, w 2005, patriarcha moskiewski i całej Rusi Aleksy II położył kamień węgielny pod budowę nowego soboru Narodzenia Matki Bożej. Pierwszy ołtarz wznoszonej świątyni został wyświęcony w 2010. 25 listopada tego samego roku patriarcha moskiewski i całej Rusi Cyryl konsekrował cały sobór z siedmioma ołtarzami (trzy następne są w budowie). W monasterze wzniesiono również nowy refektarz z cerkwią Poczęcia św. Anny. Cerkiew nadbramna została natomiast powiększona o kaplicę św. Aleksego. Prace remontowe i odbudowa zniszczonych w czasach ZSRR budowli sakralnych trwają. Klasztor posiada placówkę filialną w Barwisze pod Moskwą.
Szczególnym kultem w monasterze otaczane są Golgota z relikwiami Krwi Pańskiej, Krzyża Pańskiego i Grobu Pańskiego, ikona św. Jerzego Zwycięzcy, Ikona Matki Bożej „Miłościwa”, ikona patronalna monasteru, ikona św. Pantelejmona oraz relikwiarz z cząsteczkami relikwii różnych świętych z Soboru Świętych Nowomęczenników i Wyznawców Rosyjskich.